# Vancouver umiera
Vancouver umiera (ang. Vancouver Is Dying) – kanadyjski film dokumentalny z 2022 roku w reżyserii Aaron Gunn'a. W pierwszym miesiącu od publikacji filmu w serwisie YouTube zyskał dwa miliony wyświetleń i stał się głośnym tematem dyskusji w zakresie problemów narkomanii oraz bezpieczeństwa w kanadyjskich miastach. Publiczna prezentacja filmu miała miejsce w Fletcher Challenge na Uniwersytecie Simona Frasera.

## Treść
Film ten porusza temat wzrostu przestępczości w mieście Vancouver w ostatnich latach i analizuje jej działalność z użyciem przemocy, bezdomności i narkomanii oraz przedawkowywania narkotyków. W trakcie filmu dziennikarz Aaron Gunn odwiedza różne dzielnice miasta Vancouver i prowadzi rozmowy z przedsiębiorcami, narkomanami, byłymi mieszkańcami Downtown Eastside jak i funkcjonariuszami policji VPD. Dokument jest krytyką na politykę "redukcji szkód" polegającej na dystrybucji legalnych narkotyków, w tym również substancji mocniejszych takich jak fentanyl w Kanadzie, a także dekryminalizację używania twardych narkotyków w Kolumbii Brytyjskiej.

## Produkcja
Prace nad produkcją filmu ruszyły w marcu 2022 roku. Pierwotnie miał być to 25 minutowy film dokumentalny, którego premiera miała się odbyć w czerwcu lub lipcu tego samego roku, ale z uwagi na liczbę wywiadów oraz badania statystyk zdecydowano się przełożyć premierę i zrealizować o wiele dłuższy film, którego premiera ostatecznie odbyła się w październiku.

## Obsada
- Aaron Gunn jako on sam (dziennikarz)[1]
- J.J. McCullough jako on sam (felietonista The Washington Post)[1]
- Marshall Smith jako on sam[1]